# 北京銀泰センター

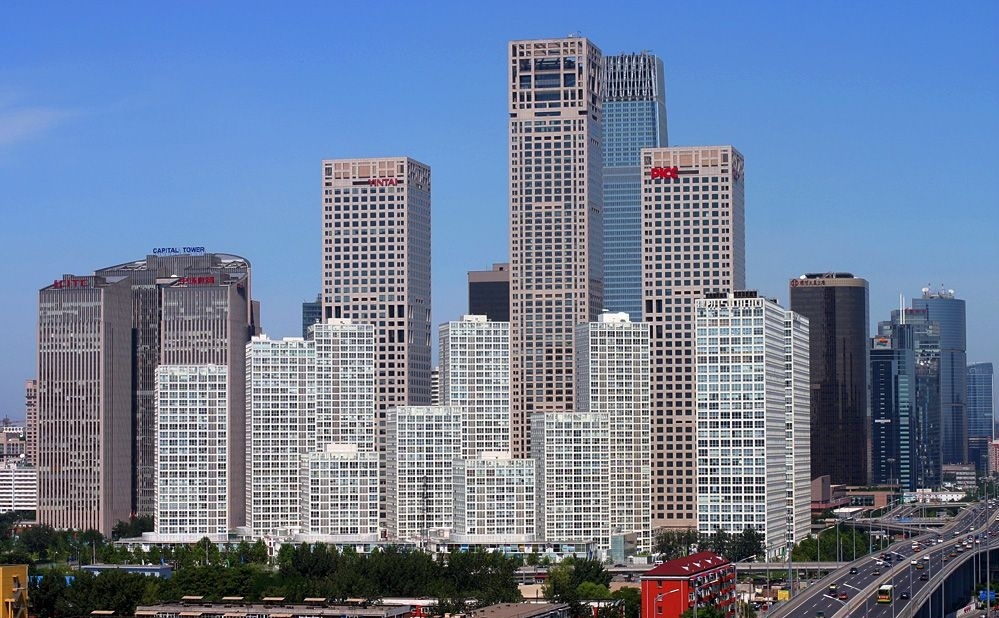
北京銀泰センター

北京銀泰センター（ペキンぎんたいセンター、Beijing Yintai Centre、簡体字: 北京银泰中心）は、中華人民共和国北京市朝陽区の北京CBDにある超高層ビル。

## 概要

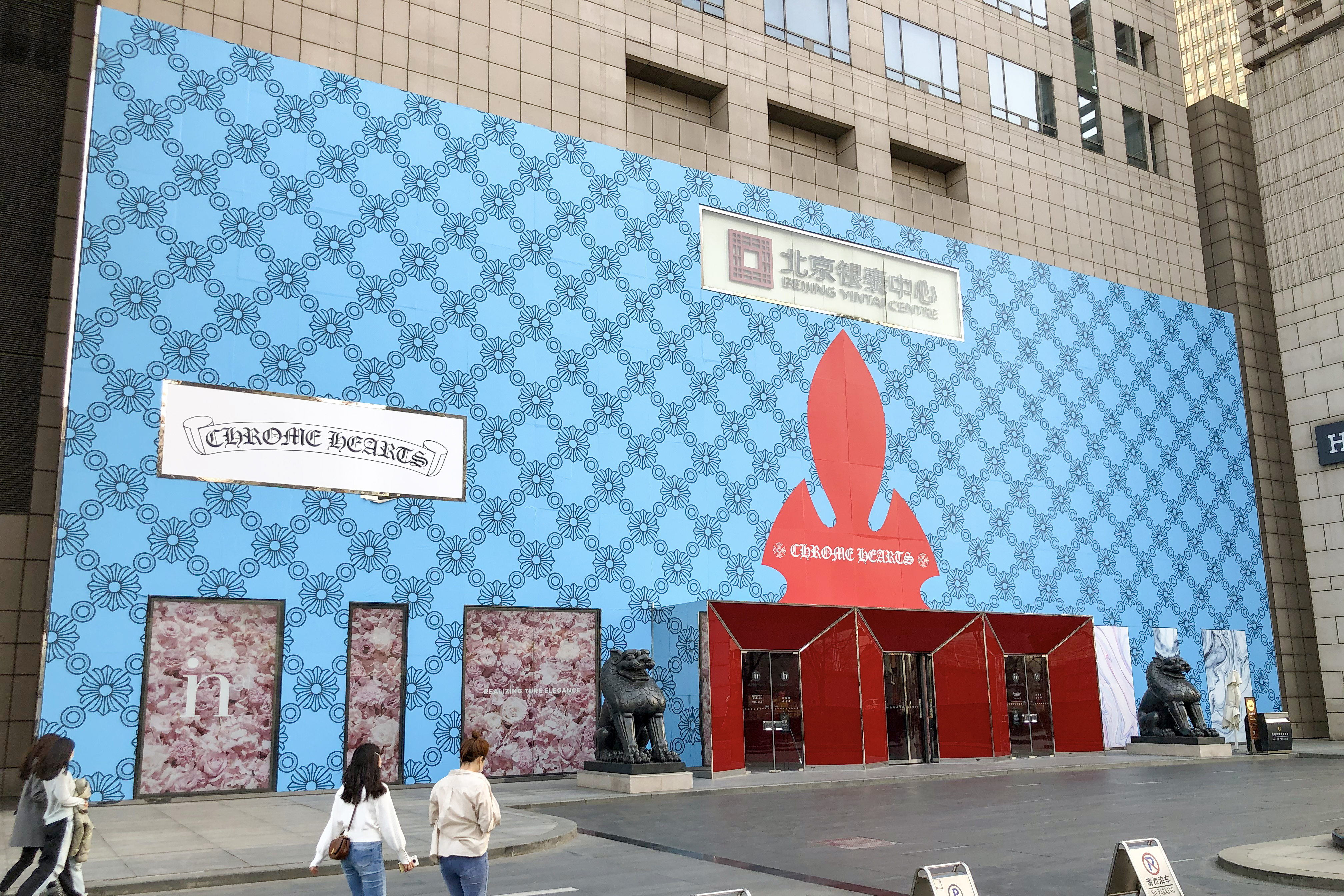
北京銀泰センター in01の入口

2007年に完成した中央ビルは63階建てで屋上までの高さは250メートルになる。ビル内部はパークハイアット北京ホテル237室、オフィス、ペントハウスと高級マンションである。他の二棟の高さは189メートルになる。